# Good Blood Headbanguers
Good Blood Headbanguers [sic] é o segundo álbum de estúdio da banda fictícia de heavy metal Massacration. "Good blood" é uma tradução literal para o inglês da expressão coloquial brasileira "sangue bom" (que significa pessoa de confiança), enquanto o erro ortográfico intencional de "headbangers" é uma referência ao fato do dígrafo ge ser escrito como gue em português.
Originalmente programado para ser lançado em 2007, após uma série de atrasos devido a problemas com a gravadora, ele finalmente foi lançado em 10 de outubro de 2009 pela EMI; sua arte de capa foi oficialmente revelada ao público três dias antes, juntamente com um outtake de seu álbum anterior Gates of Metal Fried Chicken of Death, "Anal Weapon War". Produzido por Roy Z, famoso por seu trabalho com outras bandas e artistas como Bruce Dickinson, Judas Priest, Helloween, Halford e Sebastian Bach, vê o grupo caminhando para uma sonoridade mais rápida e agressiva influenciada pelo thrash metal, mas também experimentando elementos de glam metal como vistos na power ballad "The Bull". O famoso cantor de brega Falcão faz participação especial na faixa "The Mummy", single principal do álbum e para a qual foi feito um videoclipe; os ex-atores pornográficos Fabiane Thompson e Kid Bengala aparecem no videoclipe de "The Bull". Mais dois videoclipes foram feitos para "Hammercage Hotdog Hell" e "Sufocators of Metal".
Devido ao hiato de 2012–16 da banda, Good Blood Headbanguers seria o último lançamento do Massacration com o guitarrista Fausto Fanti ("Blondie Hammett"), que cometeu suicídio em 30 de julho de 2014. Um sucessor, Metal Is My Life, foi lançado em 2024.

## Recepção
| Críticas profissionais | Críticas profissionais |
| Avaliações da crítica  | Avaliações da crítica  |
| Fonte                  | Avaliação              |
| ---------------------- | ---------------------- |
| Whiplash.net           | link                   |
| G1                     | Mistas link            |

Good Blood Headbanguers recebeu críticas majoritariamente positivas após seu lançamento. Escrevendo para o Whiplash.net, Thiago El Cid Cardim avaliou-o com 8 estrelas de 10, observando o fato de que "a sonoridade [do álbum] é bem mais pesada e rápida que a de seu antecessor, provavelmente devido à produção de Roy Z", e que "a banda adotou uma estética visivelmente inspirada no glam/hard rock, mais Poison e menos Judas Priest". Ele elogiou particularmente as faixas "The Mummy" e "The Bull". Uma crítica mais mista veio de Amauri Stamboroski Jr., do G1, que comparando-o com seu antecessor o chamou de "um trabalho desigual misturando bons momentos com faixas menos engraçadas".
Em entrevista de 2022 ao Whiplash.net, Bruno Sutter afirmou que ele próprio não tem em alta conta Good Blood Headbanguers, alegando que embora o álbum "tenha seus momentos", sua produção foi "meio apressada" e a maioria das músicas da segunda metade foram "fillers", escritas para terminar o álbum mais rapidamente por pressão da EMI.

## Lista de faixas
Todas as faixas escritas e compostas por Detonator e Blondie Hammett. 
| N.º            | Título                                         | Duração |  |
| 1.             | "Hammercage Hotdog Hell"                       | 2:48    |  |
| 2.             | "The Mummy" (part. Falcão)                     | 5:30    |  |
| 3.             | "Sufocators[A] of Metal"                       | 3:40    |  |
| 4.             | "The Bull"                                     | 5:42    |  |
| 5.             | "The Fire, the Steel, the Heavy and the Money" | 5:05    |  |
| 6.             | "The Big Heavy Metal"                          | 5:10    |  |
| 7.             | "Bad Defecation (The Bost Thunder)"            | 5:03    |  |
| 8.             | "Good Blood Headbanguers"                      | 3:43    |  |
| 9.             | "Massacration"                                 | 5:16    |  |
| 10.            | "The Hymn of Metal Land"                       | 4:05    |  |
| Duração total: | Duração total:                                 | 48:12   |  |

↑ A. Erro ortográfico intencional em "Suffocators"

## Ficha Técnica
Massacration
- Detonator (Bruno Sutter) – vocais principais
- Blondie Hammett (Fausto Fanti) – guitarra solo, backing vocals, co-vocais principais (faixa 4)
- Metal Avenger (Marco Antônio Alves) – baixo, backing vocals

Músicos adicionais
- Falcão – co-vocalista (faixa 2)
- Straupelator (Fernando Lima) – bateria

Produção
- Roy Z – produção
- Renato Tribuzy – direção de arte